# Dennis Drud
Dennis Drud (født 12. november 1967 i Odense) er en dansk trommeslager Han er uddannet på Det Fynske Musikkonservatorium i trommer og slagtøj i årene 1989-1993. Han blev undervist af Niels Ratzer, Ed Thigpen og Aage Tanggaard i trommesæt samt komponisten og slagtøjsspilleren Jesper Hendze og Paukist fra Det Kongelige Kapel Søren Monrad Jensen i klassisk slagtøj.
Dennis Drud har arbejdet som teatermusiker på Odense og Aalborg Teater. Han har spillet salsa med gruppen Grupo Café under ledelse af den herboende cubanske arrangør/bassist Humberto Gomez Vera. I 1996 bosatte Drud sig i København, hvor han dannede en Jazzkvintet med Bent Jædig, Erling Kroner, Jørgen Emborg og Peter Hansen. I 2001 spillede han med i den krævende jazzballet Jazz (Six Syncopated Movements) af Wynton Marsalis under ledelse af Niels Jørgen Steen på Det Kongelige Teater. Han har siden spillet og indspillet med Jens Søndergård, Karsten Vogel, Flemming Quist Møller, Erling Kroner, Jesper Thilo,  Tomas Franck, Ole Koch Hansen, Bjarne Roupé, Bob Rockwell, Ole Matthiessen, Bent Fabricius-Bjerre,  Pernille Bévort, Benjamin Koppel, Marie Carmen Koppel, Etta Cameron, Cæcilie Norby, Bobo Moreno,  Miriam Mandipira, Anders Bergcrantz m.fl.
Han har spillet og været medlem af EKNMO (Erling Kroner New Music Orchestra), kvintetten Bari Bone Connection under ledelse af barytonsaxofonisten Ed Epstein, Jens Søndergårds Art of Pepper og den amerikansk/svensk/danske kvartet REDS. Han er Inspireret af Buddy Rich, Max Roach, Charly Antolini, Philly Joe Jones, Roy Haynes, Elvin Jones, Steve Gadd, Omar Hakim, Vinnie Colaiuta, Tony Williams, Jack DeJohnette, Peter Erskine, Dave Weckl, Brian Bennett, Graham Jarvis, Jeff Porcaro, Shelly Manne og Ed Thigpen.
Spiller i dag som fast medlem af Ole Koch Hansens bigband A very Big Band.

## Priser
- Årets Fynske Jazzmusiker, 1994,

## Diskografi
- TipToe Big Band – Tribute to David ( 1997 )
- Jakob Vejslev Kvartet – Through Out ( 2001 )
- Svend Hedegaard – Sping a Spong ( 2003 )
- Malene Langborg Jazz Junction – I wanna Play Jazz ( 2005 )
- Erling Kroner New Music Orchestra – Tango Jalousie and all that Jazz ( 2005 )
- Orbit Big Band – Musical Fairytales ( A journey to the World of H.C. Andersen ) ( 2005 )
- Jens Søndergård kvartet – More Pepper ( 2007 )
- Ole Matthiessen – Portraits Poems & Places ( 2007 )
- Erling Kroner New Music Orchestra – La Mariposa Project – Live on Jazzhouse ( 2007 )
- Epstein – Kroner Bari – Bone Connection – Bari My Heart ( 2008 )
- Erling Kroner New Music Orchestra – EKNMO B3 – ( 2008 )
- Ed Epstein Quartet / R.E.D.S – Sign Of Four ( 2011 )
- Jens Søndergård Quartet & Bob Rockwell – More Golson ( 2012 )
- Niels Wilhelm Knudsen Kvintet - Mohawk ( 2013 )
- NWK Quintet - Sonority ( 2014 )
- New Music Orchestra - Acoutronica ( 2015 )